# Salzbodensee
Salzbodensee är en sjö i Österrike.   Den ligger i förbundslandet Tyrolen, i den centrala delen av landet, 300 km väster om huvudstaden Wien. Salzbodensee ligger 2 140 meter över havet. Den högsta punkten i närheten är Äußerer Knorrkogel, 2 920 meter över havet, sydväst om Salzbodensee.
Trakten runt Salzbodensee består i huvudsak av gräsmarker. Runt Salzbodensee är det ganska glesbefolkat, med 26 invånare per kvadratkilometer.